# JX Holdings
JX Holdings K.K. (jap. JXホールディングス株式会社, JX Hōrudingusu Kabushiki kaisha, engl. JX Holdings, Inc.) ist eine japanische Unternehmensgruppe mit Sitz in Chiyoda, Präfektur Tokio.

## Geschichte
Am 4. Dezember 2008 gaben die Unternehmen Nippon Oil sowie Nippon Mining bekannt, dass diese einen Zusammenschluss anstreben. Durch diese Fusion sollte eine neue Holding-Gesellschaft entstehen, wodurch JX Holdings entstand. Die Unterzeichnung des Vertrages zur Neugründung der JX Group erfolgte im Dezember 2009, die Gründung sowie der Börsengang am 1. April 2010.

## Unternehmensstruktur
Das operative Geschäft besteht aus den Unternehmen JX Nippon Oil & Energy Corporation, JX Nippon Oil & Gas Exploration Corporation und JX Nippon Mining & Metals Corporation. Der Anteil am Umsatz des Kerngeschäfts beläuft sich dabei bei JX Oil & Energy auf 84,4 %, JX Oil & Gas Exploration 1,5 % und JX Mining & Metals 9,8 %.

## Namensherkunft
Der Name des Unternehmens setzt sich aus J für Japan und X für die unbekannten Herausforderungen in der Zukunft zusammen.